# Ras Al Khor
El Ras Al Khor es un espacio protegido declarado Santuario de vida salvaje en Dubái, Emiratos Árabes Unidos. Se trata de una reserva de humedales conocida por atraer a las aves migratorias en grandes cantidades. Los humedales tienen un gran número de aves, crustáceos, pequeños mamíferos y peces.
Ras Al Khor representa un enclave de naturaleza salvaje en medio de remolinos de relativo tráfico y extensas infraestructuras urbanas. Situado en el Cabo de la cala, se encuentra entre las pocas áreas urbanas protegidas del mundo.